# یلنا انتونوا (ورزشکار)
یلنا انتونوا (انگلیسی: Yelena Antonova; ۲۱ اوت ۱۹۵۲ – ) قایقران روئینگ اهل اتحاد جماهیر شوروی سوسیالیستی بود.
وی در مسابقات کشوری و بین‌المللی در مجموع برندهٔ ۳ مدال طلا، ۱ مدال برنز شده‌است.